# Kamenné moře nad Odrou
Kamenné moře nad Odrou je největší kamenné moře na území celého pohoří Nízký Jeseník vzniklé přirozenou erozí (mrazovým zvětráváním vrcholových drobových skalek). Veřejnosti není místo příliš známé, protože se nachází na okrajovém území vojenského újezdu Libavá s povoleným vstupem jen v několika dnech v týdnu. Kamenné moře se nachází na svahu nad levým břehem řeky Odry (nad pravoúhlým ohybem řeky vyvolaným geologickým zlomem) nedaleko od soutoku Odry s Tichým potokem v Oderských vrších. Místo se nachází jihozápadním směrem od Starých Oldřůvek (části Budišova nad Budišovkou) v okrese Olomouc v Olomouckém kraji. Kamenné moře je tvořeno malými a velkými balvany s rozměry i přes 1 metr a je místy porostlé lišejníky a mechorosty a na okrajích prorůstá lesním porostem.

## Další informace

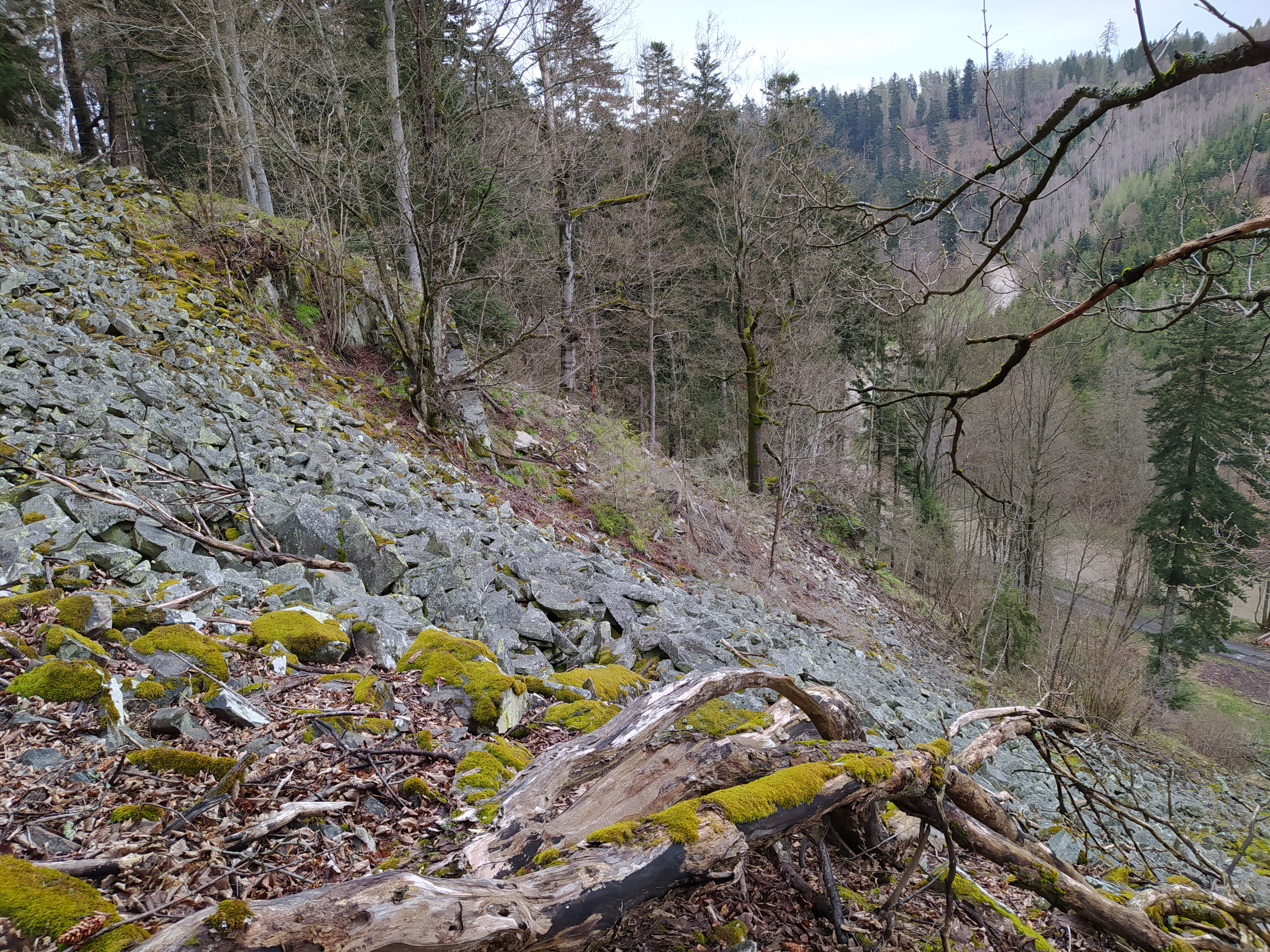
Kamenné moře nad Odrou

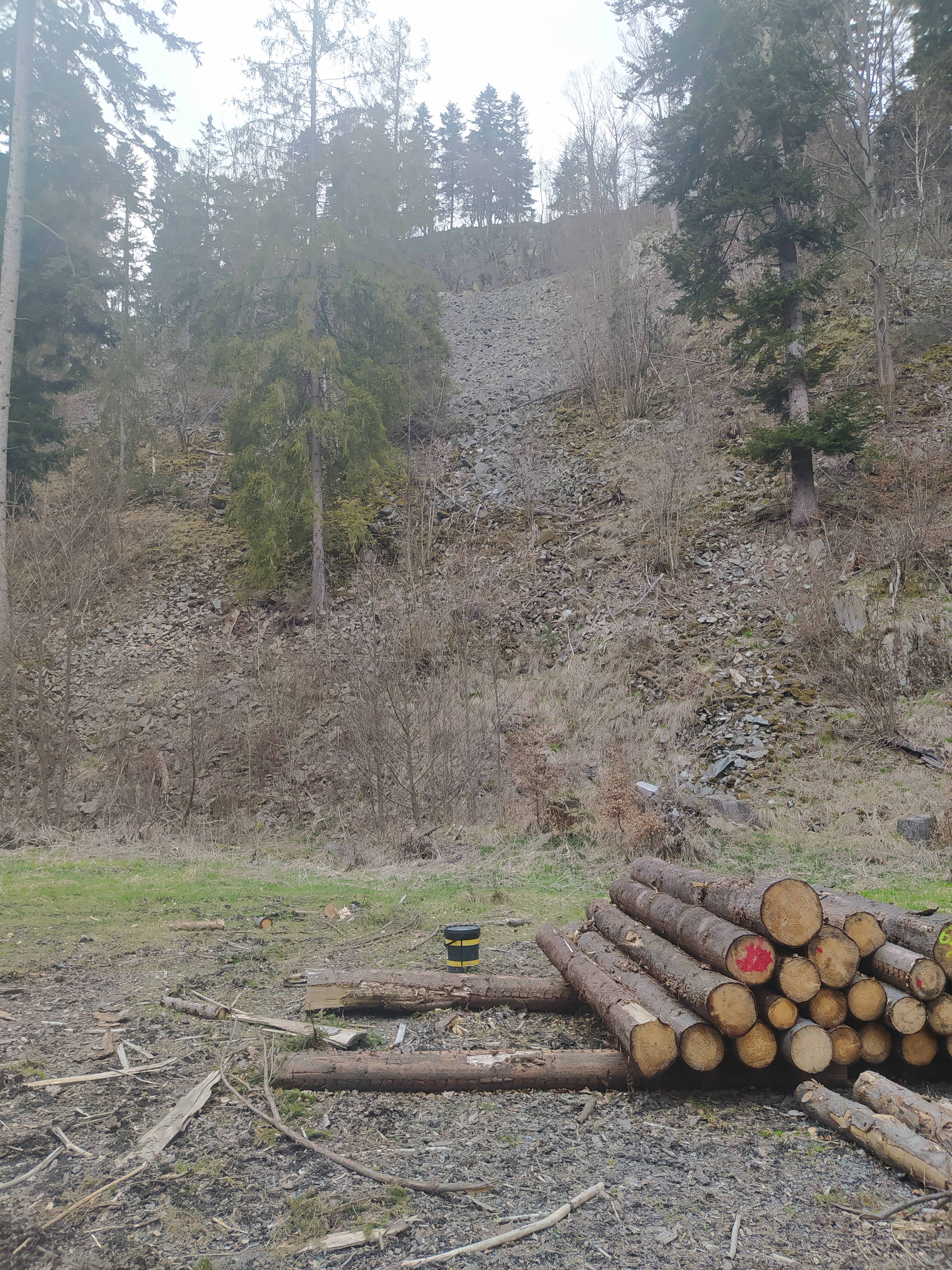
Kamenné moře nad Odrou

Nad kamenným mořem jsou drobové skalní stěny a pro lokalitu ojedinělá skalní věž nazývaná Oderská věž.
Na opačné straně údolí se nachází Novomlýnský vrch.
Proti směru proudu řeky Odry se nachází blízké ruiny Nového Mlýna.
Po směru proudu řeky Odry se nachází blízké ruiny Starooldřůvského Mlýna a důlní díla (Lom v Zátočině aj.) a Halda V Zátočině.